# Кушинг, Калеб
Калеб Кушинг (англ. Caleb Cushing; 17 января 1800 — 2 января 1879) — американский государственный деятель.
Сын богатого кораблестроителя из штата Массачусетс. В 13 лет поступил в Гарвардский университет, окончил его в 17-летнем возрасте, с 1824 года занимался юридической практикой. В 1825—1834 годах (а также и в дальнейшем в разные годы) был депутатом конгресса штата с перерывом в 1829—1831 — эти годы Кушинг провел в Испании, посвятив затем этому путешествию книгу «Воспоминания об Испании» (англ. «Reminiscences of Spain», 1833).
В 1835 году начинается карьера Кушинга как федерального политика. В 1835—1843 годах он сенатор. В 1843—1845 годах чрезвычайный и полномочный посол США в Китае (в 1844 заключил первый государственный договор между США и Китаем). В 1853—1857 годах Генеральный прокурор США. В дальнейшем Кушинг выполнял ряд сложных дипломатических миссий, в том числе был участником делегации США на переговорах в Колумбии о прокладке Панамского канала (1868) и на заседании международного трибунала в Женеве по делу «Алабамы» (1871). Наконец, в 1874—1877 годах Кушинг был чрезвычайным и полномочным послом США в Испании.
Юридический и дипломатический опыт Кушинга был велик, но его политическая позиция всегда отличалась непоследовательностью: так, во время Гражданской войны он поддержал Север, хотя до этого выступал против отмены рабства. Именно известная непоследовательность Кушинга вызвала недоверие к нему многих американских политиков, в результате чего он не был в 1874 году утвержден на пост судьи Верховного суда США.
Помимо упоминавшихся Испанских воспоминаний, Кушингу принадлежит ещё несколько книг, в том числе «Обзор последней революции во Франции» (англ. «Review of the late Revolution in France», 1833) и книга о Вашингтонском договоре (англ. «The Treaty of Washington», 1873).